# Chojna (stacja kolejowa)

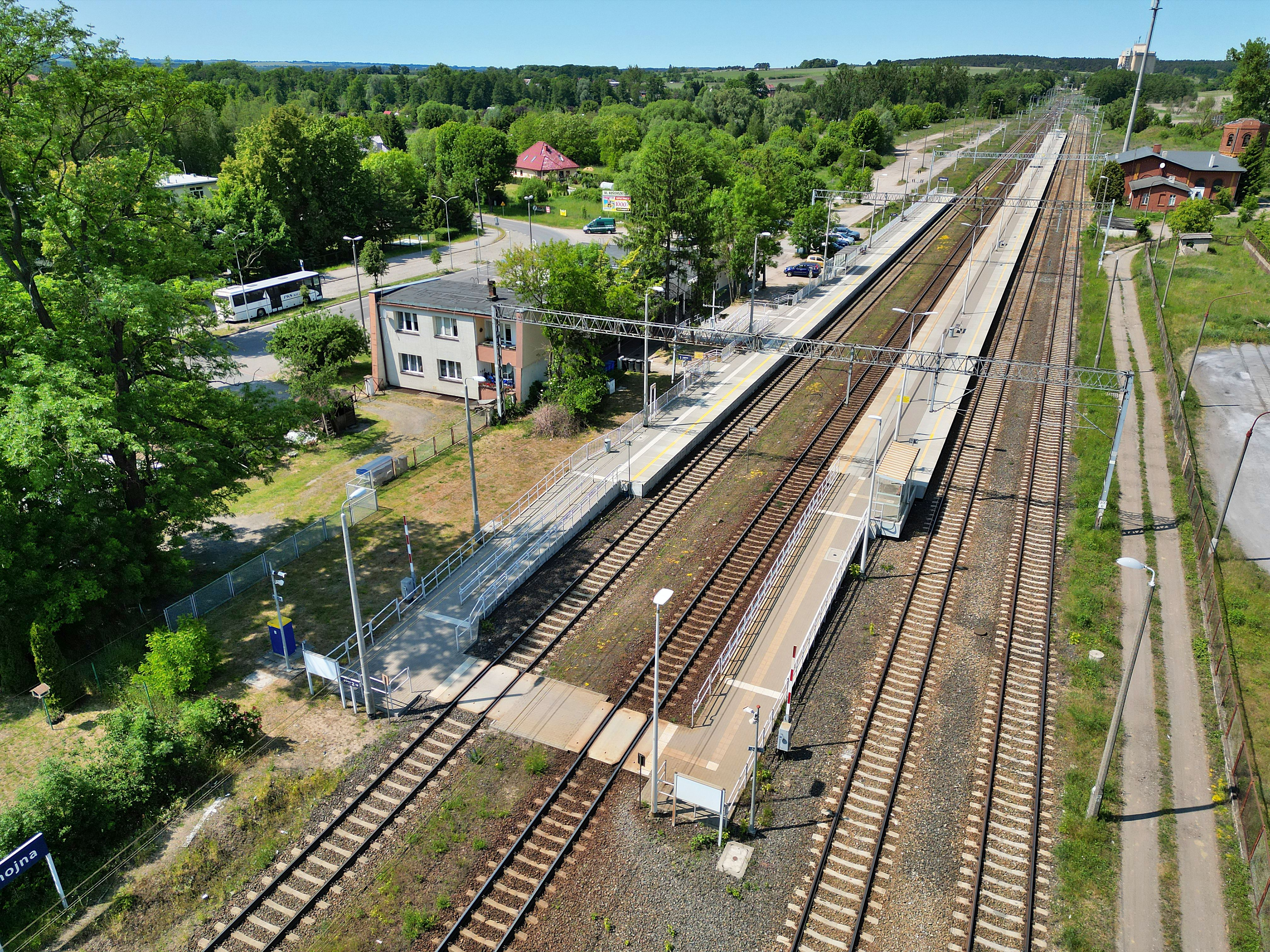
Stacja kolejowa w Chojnie (widok od strony torów)

Chojna – stacja kolejowa w Chojnie, w powiecie gryfińskim, w województwie zachodniopomorskim, w Polsce.

## Ruch pasażerski
| Rok  | Wymiana pasażerska na dobę |
| ---- | -------------------------- |
| 2017 | 500-699                    |
| 2022 | 700-999                    |

Obecnie Chojna posiada połączenia do: Szczecina Głównego, Gryfina, Kostrzyna, Rzepina i Zielonej Góry obsługiwane przez Przewozy Regionalne.